# Station Hemelrijk
Station Hemelrijk was een halte op spoorlijn 75 tussen Gent en station De Pinte op de grens van de gemeente De Pinte en Sint-Denijs-Westrem, een deelgemeente van de stad Gent. De halte werd geopend op 1 juli 1910 en bij de heropening van het traject tijdens W.O. II vanaf 15 augustus 1940 niet meer heropend. De halte werd vanuit het nabije station De Pinte (FPT) beheerd. Ze lag aan de Klossestraat en werd genoemd naar het aangrenzende domein Hemelrijk.
0: Gent-Sint-Pieters ·
3,7: Sint-Denijs-Westrem ·
5,0: Hemelrijk ·
6,1: De Pinte ·
9,0: Broekstraat ·
9,8: Deurle ·
12,1: Muizenhol ·
13,1: Beekstraat ·
13,8: Astene ·
15,1: Deinze ·
19,0: Machelen ·
22,0: Olsene ·
24,4: Zulte ·
27,3: Waregem ·
31,8: Desselgem ·
33,9: Beveren-Leie ·
36,1: Harelbeke ·
41,4: Kortrijk ·
42,2: Kortrijk-Vorming ·
43,9: Marke ·
46,5: Lauwe ·
49,8: Aalbeke ·
53,8: Moeskroen